# 呂氏 (呂布女)
呂氏，五原郡人，為三國時期呂布的女兒。其事跡有呂布欲將其配給袁術之子一事。

## 生平
在正史中，呂布原打算將女兒嫁給袁術的兒子，但在陈的勸說下，阻止了呂袁的同盟，呂布將女兒奪回後，轉而接受許昌朝廷冊封的左將軍之職。後來198年，曹操包圍下邳城時，呂布為求袁術發兵援救，答應袁術索呂布之女為媳婦一事。呂布將女兒背在背上想突圍，卻因曹操軍防線的箭雨逼退了回去。此后再无记载。

## 藝術形象

### 演義
最初在《三國演義》第11回初登場，李、郭在長安作亂時，龐舒藏匿呂布的妻小並送還呂布。第16回時，說明嚴氏為呂布正室，曹豹之女為次妻，貂蟬為妾，呂布之女為正室嚴氏所生的獨生女。之後大致與正史所述相同。第19回描述呂布將女以錦纏身，用甲包裹，負於背上，提戟上馬衝突重圍。放開城門，布當先出城，張遼、高順跟著。將次到玄德寨前，一聲鼓響，關、張二人攔住去路（嘉靖本為雲長攔住去路，大叫：“休走！”战不十合，布斜刺便走。），大叫：「休走！」布無心戀戰，只顧奪路而行。第20回呂布死後，其妻女皆由曹操護送回許都。

### 流行文化
正史中無本名的記載。現代的動漫遊戲作品所取名的稱呼有自光榮出品之遊戲《三國志戰記2》、《三國志系列》、《真·三國無雙系列》中的呂玲綺、SEGA《三國志大戰》的呂姬、《三國群英傳系列》的呂雯、《龍狼傳》的呂蘭、《火鳳燎原》的小東西、以及《幻想三國志》的貂芷、《新·三国战紀 七星转生》的吕双双、《三国鼎立OL》的吕慕蝉等等。